# Zöldség
A zöldség kifejezés konyhatechnikai műszó. Definíciója nem tudományos igényű, nagyrészt önkényes és szubjektív. Komplexebb megközelítés a zöldségnövény vagy a zöldségféle kifejezés, ami nemcsak a felhasználásra, hanem a termesztésre és a rendszertani sajátosságokra is utalhat, pl. hagymafélék, burgonyafélék stb.
A lágy szárú növények bármelyik részét, ami emberi fogyasztásra alkalmas, zöldségnek nevezhetünk, kivéve a gabonaféléket, az olajos magvakat, fűszereket és a konyhai értelemben vett gyümölcsöket. A gombákat is zöldségeknek szokás tekinteni, holott azok teljesen más biológiai kategóriába tartoznak (valamikor a növények közé sorolták őket). Emellett egyre elterjedtebbek a konvertált zöldségek is, melyek a feldolgozott vagy más élőlénnyel feldolgoztatott, emberi fogyasztásra szánt termékeket jelentik.
A zöldségek közül némelyiknek a levelét fogyasztjuk (például fejes saláta), másnak a hajtását (spárga), gyökerét (sárgarépa), virágát (brokkoli), gumóját (fokhagyma) vagy éretlen, húsos magvait (zöldborsó, bab). A zöldségfélékhez tartoznak olyan növények is, amelyeknek botanikai értelemben vett termését fogyasztjuk, ilyen az uborka, a tök, az avokádó, a paprika és a paradicsom.
Mivel a „zöldség” nem botanikai kifejezés, nincs ellentmondás abban, hogy egy növényi rész botanikailag gyümölcs, de egyébként zöldségnek tekintjük. Régi könyvekben is találkozhatunk olyan nézetekkel, amelyben a dinnyét zöldségként, a paradicsomot gyümölcsként említik meg. (Termesztési szempontból mindkét növény zöldségféle.)
Általában a zöldségek inkább sósak vagy erősek, mintsem édes ízűek (néhány kivétellel, mint a rebarbara, sütőtök vagy az óceániai kultúrákban elterjedt édes burgonya, a „kumara”).

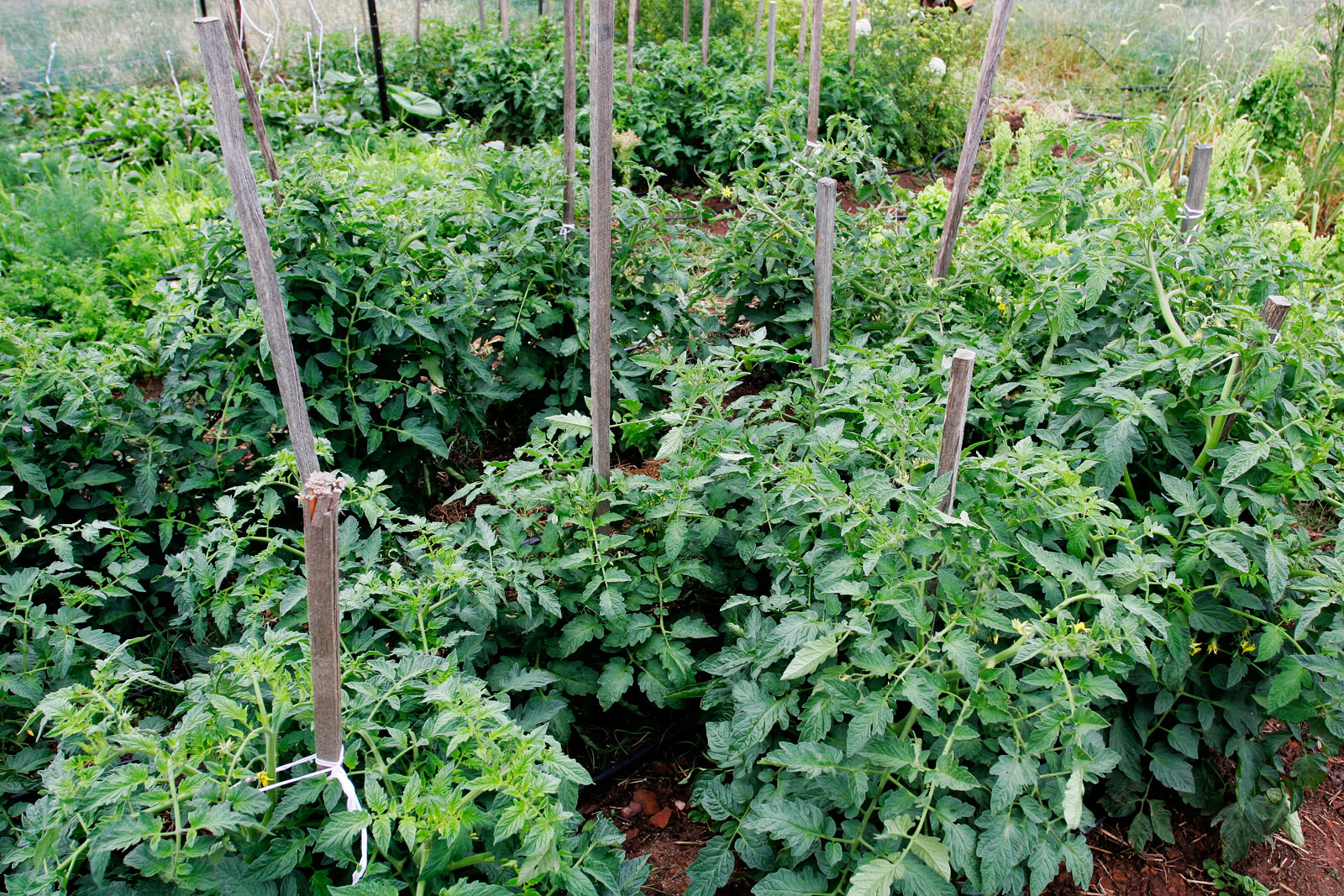
Paradicsom termesztése

## Az "uniós zöldségek"
Az Európai Unió (és nyomában a Központi Statisztikai Hivatal) statisztikai rendszerében használt zöldségfogalom drasztikusan eltér e kategória köznyelvi értelmezésétől. Kimaradnak belőle olyan alapvető zöldségnövények, mint a krumpli, viszont teljesen önkényesen bekerül például az édeskömény, aminek idesorolását („olajos magvak” kategória) a köznapi zöldségdefiníció tételesen elveti.

## Élelmezési értékük
A zöldségfélék az emberi táplálkozásban nemcsak biológiai energiaforrást jelentenek, hanem az emberi szervezet számára kis energiafelvétel mellett sok biológiailag értékes tápanyagot is. Fogyaszthatók nyersen, sütve, főzve, párolva, önmagukban vagy más zöldségfélékkel, egyéb élelmiszerekkel együtt, így sokféle elkészítési módot kínálnak.
Tartósítással, akár konzerválva, akár szárítva, akár mélyhűtve, fogyasztási idejük meghosszabbítható. A zöldségfélék szárazanyag-tartalma 5-25% között ingadozik, melynek túlnyomó többsége szénhidrát. Ásványianyag-tartalmuk 1% körül van.
A legtöbb zöldségféle fehérjében szegény, kivétel a borsó, a bab és a földimogyoró, melyek 4-6%-ot tartalmaznak. Bennük a B12- és a D-vitamin kivételével az összes vitamin előfordul.
Az egyes zöldségfélékben nagy mennyiségben jelen levő karotin szervezetünkben A-vitaminná alakul.
A szénhidrátokat cukor formájában tartalmazzák: 8-9% a sárga- és a görögdinnyében, zöldhagymában, míg a sárgarépa, a zöldborsó és a káposztafélék 4-6%-ot, a paradicsom 2-3%-ot tartalmaz.
A zöldségfélékben lévő ásványi anyagok könnyen emészthetők. Legnagyobb mennyiségben kálium található bennük, ezt követi a foszfor, a kalcium, a magnézium, a nátrium és a vas.
A savak a zöldségfélék ízének meghatározásában játszanak szerepet, de ez nem okoz minden esetben savanyúságérzetet. Például a sóska és a spenót szárazanyagának savtartalma egyaránt 10%, de a spenótban ez kötött állapotban van, ezért nem érezzük savanyúnak. A sóskában oxálsav található, a többi zöldségfaj savtartalmának nagyobb része alma-, illetve citromsav. Fontos még, hogy általában az érés folyamán a savtartalom csökken.

## Articsóka
A mediterrán konyha kedvelt alapanyaga. Magyarországon sokáig dísznövényként ismerték. Bimbói és vastag sziromlevelei ehetők. Vásárláskor a kisebb bimbókat válasszuk. Készíthetünk belőle előételt fűszeres mártással, vagy megtölthetjük húsfélével. Markáns íze miatt nem kell fűszerezni, elég, ha citromlével locsoljuk meg. Az articsóka levelét (cynarae folium) a népi gyógyászatban és a gyógyszergyártásban is felhasználják, serkenti a máj szöveteinek regenerálódását, epehajtó, koleszterinszint-csökkentő, emésztést segítő. Hatóanyagai: cinarin, szeszkviterpén-laktonok, alkaloidok, flavonoidok (szkolimozid), inulin, aromaanyagok, keserűanyagok.

## Bab
(Bokorbab, futóbab, karósbab)
Táplálkozási értéke nagy. A szárazbab fehérjetartalma 10-szerese a burgonyáénak, 3-szorosa a kenyérének, de nagy az ásványi tartalma is.
A sok fajta közül érdemes a családi ízlésnek megfelelőt kiválasztani.
Zöldbabként a fehérjeértéke kisebb, de még így is jelentős. A kevésbé szálkásodó fajtákat részesítjük előnyben. A száraz- és zöldbab is elkészíthető főzeléknek, salátának, levesnek, de mélyhűtésre és konzerválásra is alkalmasak.

## Burgonya
Mindennapos, alapvető élelmiszernövény, kalóriatartalma 1/3-a a kenyérének. C-vitaminból 80–100 mg/100 g-ot tartalmaz, amely a tárolás során 60 mg/100 g-ra csökken. Könnyen emészthető és más zöldségekkel ellentétben jól és sokáig eltartható.
Nagyon sokféleképpen használhatjuk, levesben, főzelékként, olajban vagy zsírban sütve, húsételekhez köretként, kenyér és egyéb kelt, sült és főtt tészták alkotórésze.

## Csemegekukorica
A kukoricának jelentős a tápértéke, kitűnő ízanyagai mellett sok energiát is szolgáltat. 100 grammonként, 3-4 g fehérjét, 20 g szénhidrátot, 8–12 mg C-vitamint, de vasat, foszfort, karotint és meszet is tartalmaz.
A csemegekukorica ízét a bennlévő cukortartalom határozza meg, amely zsenge, ún. teljes érési állapotában a legnagyobb. Érettebb állapotában már kevesebb benne a cukor, keményebb és kevésbé élvezhető.
Felhasználhatjuk főzve köretnek vagy köretek kiegészítésére, más zöldségekkel együtt savanyúságnak, saláták igen kedvelt kiegészítője, de mélyhűtve tartósítjuk is. Üzletekben konzerváltan kapható. Beérett állapotban őrölve, lisztként vagy daraként a kukoricás ételek alapanyaga.
Élelmes árusok a nyári kukoricaszezonban takarmánykukoricát próbálnak meg rásózni a vevőkre, pedig ízben eléggé nagy a különbség a két fajta között.
Lásd még: Kukoricás ételek.

## Cékla
Régóta ismert salátanövény, kevés C-vitamint tartalmaz, amelyből a főzése közben nagy részét elveszíti. Viszont B1- és B2-vitamin-, mész-, foszfor- és vastartalma jelentős.
A legkedveltebb fajták azok, amelyek szép színükkel hívják fel magukra a figyelmet. Teljesen beérett állapotában, hűvös, sötét, párás helyen hónapokig eltartható. Bébiételt is készítenek belőle.

## Feketegyökér
Hazánkban vadon is előforduló kedvelt zöldségnövény, tápanyagokban gazdag gyökerét fogyasztjuk. Gyökerének jelentős, kb. 12% cukortartalma, 6 mg C-vitamin, B1-, B2-vitamint, de nikotinsavat és ásványi sókat bőven tartalmaz.

## Ehető gombák
Levesnek, salátának, főételként (rántva, pörkölt, fasírozott), de köretnek, hideg- és melegszendvicsekhez is.
A gombaételekkel kapcsolatban jegyezzük meg:
- A gombát tisztításkor ne áztassuk, csak folyóvízben mossuk meg, csepegtessük le.
- Fajtól függően figyeljünk a szeletelésre is (például a laskagombát keresztirányba szeleteljük, míg a csiperke bármely módon szeletelhető).
- Csak sértetlen zománcú edényben főzzük, mert vassal érintkezve megfeketedik, és kellemetlen mellékíze lesz.
- Főzés közben ne fedjük le, mert némely gomba nagyon sok vizet ereszt.
- Gyengén fűszerezzük és sózzuk, kevesebb fűszer és só jobb összhatást ad.
- A gombaételek nem tárolhatók, még a legkitűnőbb hűtőszekrényben sem (legfeljebb a következő étkezésig tároljuk, vagy használjuk fel az étel ízesítésére, szendvicsek készítésére).

## Görögdinnye
Elsősorban kitűnő íze és cukortartalma miatt kedveljük, mert a benne lévő vitaminok nem jelentősek. Fogyasztásával a szervezetünkbe jutó víz a veseműködést előnyösen befolyásolja. Régebben vizelethajtó tulajdonsága miatt gyógynövényként is emlegették. Gyakran zöldségnek tekintik, de többnyire inkább gyümölcsök közé sorolják. (Termesztési szempontból zöldségféle.) Felhasználjuk éretten gyümölcsként vagy bólék alapanyagaként, félig éretten savanyúságként.

## Sárgadinnye
Táplálkozási értéke a nagyobb szárazanyag, cukor-, A-, B-, és C-vitamin-tartalmának köszönhetően nagyobb, mint a görögdinnyéé. Száraz hűvös helyen 8-12 napig tárolható. Gyakran zöldségnek tekintik, de többnyire inkább gyümölcsök közé sorolják. (Termesztési szempontból zöldségféle.) Felhasználjuk éretten gyümölcsként vagy bólék alapanyagaként, félig éretten savanyúságként.

## Vöröshagyma
Nagyon sok fajtája van, de a nálunk és az egész világon is híres „makói” vöröshagyma, kellemes aromája és kevésbé csípős íze miatt kedvelt. Illóolajat, B-vitamint, C-vitaminból 30 mg/100 g-ot, de a zöldhagyma még ennél is többet, pektint, guvertint is tartalmaz.
A jellegzetes csípős ízét és illatát egy kéntartalmú vegyület, az allilszulfid adja. Ennek a hatóanyagnak baktériumölő hatása van, ezért a meghűléses időkben a fertőzések megelőzésére is használták. Gyógyhatású szerként, bélféregűzésre, vizelethajtásra, étvágygerjesztésre, illetve vércukorcsökkentésre is használják. Szoptatós anyák kerüljék az erősen hagymás ételek fogyasztását, mert illóolaj-aromák átmennek a tejbe.
Tavasszal zöldhagymaként fogyasztjuk, ilyenkor hajtatással nagyobb fehér rész elérése a cél. Hosszú ideig tárolható, így egész évben használhatjuk, de szeletelt szárítmányként akár évekig is eltartható.

## Póréhagyma
A Földközi-tenger vidékén vadon is előforduló kétéves növényt nálunk főleg a bolgárkertészek termesztik.
Élelmezési szempontból jelentős, A-, B1-, B2-vitamint, nikotinsavat, még főzött állapotban is 15 mg C-vitamint és jelentős mennyiségű ásványi sót tartalmaz. Levesek, főzelékek, saláták készítésére használjuk.

## Téli sarjadékhagyma
Évelő hagyma, a vöröshagyma beltartalmi értékeivel megegyező, de csak zöldhagymaként fogyasztjuk. Küllemre hasonlít a póréhagymához, de a tenyészidő során folyamatosan új sarjakat hoz. A fagyok beálltával fejlődése leáll, de lombja zöld, hagymája friss fehér marad. Kora tavasszal a legkorábban szedhető, ízletes, vitamindús hagyma.

## Metélőhagyma
(Snidling, pázsithagyma.)
Ezt a nálunk nagyon elterjedt és szívesen használt növényt csak frissen, nyers állapotban, finomra szelve használjuk. Főzni nem szabad, kizárólag tálalásakor adjuk az ételhez. A metélőhagyma ízesítő hatásán kívül még nagyon jó étvágygerjesztő, gyomorerősítő. Felhasználhatjuk: burgonya-, bab-, borsó- és húslevesek, saláták, sültek, szendvicsek, túró, lágy sajtok, halételek, mártások ízesítésére.

## Fokhagyma
Különleges ízjavító hatása miatt az egész világon kedvelik, egyes ókori népek varázserőt tulajdonítottak neki, gerezdjét amulettként hordták a  nyakukban. Szénhidrátot, fehérjét, fontos ásványi anyagokat, C-vitamint tartalmaz. Jellegzetes illatát egy kéntartalmú anyag, az allilszulfid adja.
A modern orvostudomány igazolta érelmeszesedés elleni, emésztést elősegítő, bélfertőtlenítő, bélféregűző, vérnyomást csökkentő, epe- és májműködést elősegítő hatását.
Felhasználható: levesek, főzelékek, saláták, sültek, vadhúsok, szószok, saláták, kolbászáruk készítéséhez.

## Fejes káposzta
(édes káposzta)
Szinte egész évben fogyasztható, főleg C-vitamint tartalmaz, 40–50 mg/100 g. A télre eltett savanyított káposzta nyersen fogyasztva szinte a teljes C-vitamin tartalmát megőrzi. De tartalmaz még B1- és B2-vitamint is. Ezért nagyon fontos vitaminforrásunk. Felhasználjuk főzelékként, húsos ételekhez, párolva és savanyúságként.

## Vörös káposzta
Beltartalmi értéke megegyezik a fejes káposztáéval, színe miatt főleg saláták és savanyúságok készítésére, díszítésére használjuk.

## Kelkáposzta
Elkészítési lehetősége kisebb, mint a fejes káposztáé és nem is savanyítható, de rendkívül fontos tápanyagokat tartalmaz. Fehérje- és ásványianyag-tartalma nagyobb, C-vitamin-, B1-, B2-vitamintartalma megközelíti a fejes káposztáét.

## Fodros kel
Más néven leveles kel. A kelkáposztának fodros levelű változata, külföldön jobban kedvelik.
Elsősorban főzelékként lehet elkészíteni, de rakott kel is készíthető belőle. Dekoratív külleme miatt dísznövényként is termesztik.

## Kínai kel
Biológiai táplálkozási értéke jelentős, mert nagy mennyiségű fehérjét tartalmaz, háromszor annyit, mint a fejes káposzta. Sok C-vitamint, ásványi sókat, karotint is tartalmaz. Fehérjéje könnyen emészthető.
Felhasználhatjuk salátának, főzeléknek, de vastag húsos levélerezete, spárga módjára is elkészíthető.

## Bimbós kel
(Kelbimbó.) 
Értékes tápanyagokat tartalmaz, szárazanyag tartalma 13-16%. Ennél több csak a leveles kelnek van, ezért jól tárolható.
Nagy C-vitamin-tartalmát (90 mg/100 g) mélyhűtött állapotában és főzve (50 mg/100 g) is megőrzi, de a többi káposztaféléhez hasonlóan mész- és foszfortartalma is jelentős. Az első fagyos napok után szedett kelbimbó édesebb és az erős káposzta íz is gyengül.

## Karalábé
Nagyobb C-vitamin-tartalma (60 mg/100 g) miatt ajánlatos a nyers fogyasztása.
Meszet és foszfort is tartalmaz. Nem savanyítható és konzerválásra is alkalmatlan. Viszont egész évben termeszthető és már tyúktojás nagyság elérésekor szedhető.

## Karfiol
Elsősorban Európában népszerű zöldség, amelynek húsosan megvastagodott fehér virágait, lapátszerű zöld levelek veszik körül. Akkor jó minőségű, ha teljesen fehér és rózsái szorosan illeszkednek egymáshoz. Jelentős C-vitamin-tartalmát (60 mg/100 g) mélyhűtött állapotában is megőrzi, de ásványi sókban is gazdag. Használhatjuk: húspótló ételként rántva vagy rakott karfiolként, levesnek, de savanyúságnak eltéve is igen kitűnő.

## Brokkoli
Közeli rokona a karfiolnak, sok A- és C-vitamint tartalmaz, de jelentős a tiamin-, riboflavin-, niacin-, kalcium- és vastartalma is. Főleg C-vitamin, folsav és béta-karotin forrás, fontos szerepe van a rákmegelőző étrendben. A brokkolit sokféleképpen használhatjuk és mélyhűtésre is alkalmas. Kukta fazékban készítve megóvhatjuk a bennlévő vitaminokat. Nemcsak rózsája, hanem szára is ehető.

## Paprika
Európában Amerika felfedezését követően a spanyolok kezdték termeszteni. Őshazája Közép- és Dél-Amerika. Nálunk a napóleoni háborúk idején terjedt el, mivel a háború okozta tengerzár a bors behozatalát lehetetlenné tette. A paprika táplálkozási értéke nagy, mert nagy mennyiségben tartalmaz vitaminokat, és sokoldalúan használható fel. A magyar konyha tipikus és közkedvelt fűszere, a magyar ételek az egész világon a paprikáról híresek. Nagyon sok fajtája van, melyet vagy csemege-, konzerv-, vagy fűszerpaprikaként használunk fel. Csípősségét a kapszaicin nevű vegyület okozza, amely néhány fajtából teljesen hiányzik. A kapszaicint egyébként gyógyszeralapanyagként használják, főleg reuma elleni gyógyszerkészítményekben. A C-vitamin-tartalma 100 mg/100 g, de fajtától függően, beérett állapotában a 300 mg-ot is elérheti. Előnye, hogy savanyított állapotában is megőrzi a C-vitamin-tartalmát, ezért téli fogyasztása mindenkinek javasolt. Tartalmaz még illóolajat, cukrot, pektint, ásványi sókat, A-, B1-, B2-vitamint is, de jelentős a (karotinoidok) festéktartalma, melyek a tápérték szempontjából is fontosak. Használhatjuk csemege- vagy étkezési paprikának, ilyenkor zöldpaprikaként is emlegetjük. Bár a beérett paprika nemcsak több vitamint és ásványi anyagot tartalmaz, hanem jobb az ízanyaga is. A tavaszi zöldpaprika azonban kivétel, mert annak ellenére, hogy ún. „fűíze” van, mégis nagyon sokan kedvelik. Magyar ételsajátosság a lecsó, amelyet önmagában is sokféleképpen készítünk, de egyes ételek ízesítésére is használunk, pl. lecsós húsételek.) Konzervnek és fűszerpaprikának csak teljesen beérett paprika alkalmas.

### Fűszerpaprika
A pirospaprika a magyar konyha leggyakrabban használt fűszere. Hazánkban 7-féle minőségben dolgozzák fel:
- különleges: Élénkpiros, tüzes fényű, kellemesen fűszeres illatú, édes vagy kissé csípős zamatos, a legfinomabb őrlésű paprika.
- csípősség mentes: Világospiros, kellemes fűszeres illatú, nem csípős, és nem olyan finomra őrölt, mint a különleges paprika.
- csemege, világospiros: kellemes fűszeres illatú, zamatos, alig érezhetően csípős, nem olyan finomra őrölt, mint a különleges paprika.
- édes-nemes: A csemegénél sötétebb árnyalatú, zamatos, kissé csípős, kellemes ízű és közepes őrlésű paprika.
- félédes: Az édes-nemesnél világosabb, tompább színű, jellemzően fűszeres, kellemesen csípős, közepes őrlésű.
- rózsa: Eléggé csípős, piros színű, közepes őrlésű.
- erős: A sárgától a barnáspiros színig változó színű, erősen csípős, középfinom őrlésű.

Fontos, hogy a paprikát nem szabad forró zsiradékban hosszan pirítani, csak megfuttatjuk benne, mert elveszti piros színét, megbarnul és keserűvé válik.
A jellegzetes magyar ételek ízét tovább javíthatjuk szárított cseresznyepaprikával vagy a kisméretűre növő, tűhegyes sárga vagy piros színű ún. „kecskepöcsű” paprikával is. Ezeket NE az ételbe főzzük bele, hanem a magyaros ételek mellé tálaljuk fel. (Ez még a külföldi vendégek fogadásakor is így illik.)

## Paradicsom
A paradicsomot nyers fogyasztásra és konzerválásra egyaránt termesztik. Nagyon sok fajtája van. Táplálkozási értéke abban rejlik, hogy harmonikus összetételben tartalmazza a különböző aromaanyagokat, amelyet más növények ízben nem tudnak megközelíteni. A vitaminok közül a C-vitamin (20–30 mg), de még 11-12-féle vitamin található benne, közöttük a A-, B1-, B2-vitamin és 1.6 mg karotin jelentős. Használhatjuk nyersen, gyümölcsként, savanyúságnak, levesnek, mártásnak, passzírozva üdítőitalnak. Élelmezési célok mellett gyógyhatása is jelentős. A tomatin nevű alkaloidájából gombás betegségek, gyulladásos folyamatok elleni kenőcsöket készítenek. Hámozva, a diétás étrendben is alkalmazható, mert így könnyebben emészthetővé válik.
Termesztése és fogyasztása szerint zöldségnek, édeskés bogyótermése miatt gyümölcsnek is lehet nevezni. Az Amerikai Egyesült Államokban a 19. század végén vámi pereskedés is kerekedett abból, hogy zöldség-e vagy gyümölcs a paradicsom termése. Botanikai szempontból a paradicsomnak termése van.

## Pasztinák
Gyökere a sárgarépához, petrezselyemhez hasonlítható, felületének színe halványsárga, belül fehér, kellemes édeskés ízű és sok aromát tartalmaz.
A magja hasonló célt szolgál, mint a kapormag, levelét nem használjuk.
Tápértéke nagyobb, mint a petrezselyemé, ezért újra közkedvelt növényt a konzervipar is használja. A petrezselyemnél nagyobbra növő 16–22 cm hosszú gyökér gazdaságosabb, édeskés, sima felületű és fűszeres ízű. Hatóanyagai hasonlóak a petrezselyeméhez, gyökerének főzete vizelethajtó, görcsoldó, vese-, epekő- és gyomorbajok esetén jó hatású.
Felhasználhatjuk minden olyan ételben, amelybe petrezselymet használunk, de kevesebb kell belőle és az ételnek édeskés ízt ad. Különösen a babételek készítésénél elengedhetetlen a használata.

## Petrezselyem
Illóolajat, karotint, C-, és E-vitamint, ásványi sókat tartalmaz. Fogyasztása a szervezet számára nagyon előnyös, ezért főleg télen használjuk bőségesen. A petrezselyem zöldje és gyökere egyaránt gyomorerősítő, vesetisztító, étvágygerjesztő hatású. A petrezselyem zöldjét frissen és szárított állapotban is használjuk. Ilyenkor a már majdnem elkészült, de inkább a készételhez adjuk, mert nem csak aromáját, de vitamin tartalmát is elveszíti főzés közben. Használhatjuk: levesekhez, töltelékek, főzelékek, főtt és pirított burgonya, tojásételek, saláták, liba, kacsa, csirke sütésekor és bármely étel díszítésére is.

## Levélpetrezselyem
A levélpetrezselymet kizárólag lombjáért termesztik, amely a petrezselyeménél dúsabb, dekoratívabb. Használhatjuk levesek, szendvicsek, hidegtálak, de bármely étel ízesítésére, díszítésére. Beltartalmi értéke is hasonló a gyökérpetrezselyem levéléhez.

## Rebarbara
Ásványi anyagokat, főleg káliumot, növényi savakat, C-vitamint tartalmaz. A bélműködést serkentő, frissítő, gyenge hashajtó, vér- és vesetisztító hatású. A meghámozott levélnyelek levesnek, mártásnak, elkészítve, de sütve, pörkölve, kompótnak, pite- és rétestölteléknek is alkalmas. Használhatjuk még vegyes gyümölcsíz dúsítására, levét bor vagy szörp készítésére is. Vásárlásakor ügyeljünk arra, hogy akkor friss, ha a szárak széttörve recsegnek. A pirosas színű szárak jobb ízűek, mint a zöldek, mert kevesebb oxálsavat tartalmaznak.

## Retek
Nagy C-vitamin-tartalma miatt a téli vitaminszegény időszakban nagyon hasznos lehet. Csípős íze és illata a hagymával rokon illóolajtól származik, régebben gyógyszerként is használták. Mérsékelten fogyasztva, vitamindús, az emésztést elősegítő, étvágygerjesztő, vesetisztító hatású. Nyersen használjuk, sózva vajas, zsíros kenyérre, saláták alkotórésze, de az ételek díszítésére is.

## Endíviasaláta
A vadon növő endívia saláta kétéves, a termesztett pedig egyéves növény. Több fajtája is ismert, általában kerek erősen fodrozott, csipkézett levele van. A levélnyél és erezet meglehetősen húsos. Íze hasonló a fejes salátáéhoz, kissé kesernyés, amelyet a benne található inulin okoz. Sok ásványi sót, 20 mg meszet, 70 mg foszfort, 1 mg vasat, 12 mg C-vitamint és A-vitamint is tartalmaz. A levelek összekötésével vagy takarással halványítják, egész évben termesztik.

## Fejes saláta
Egyike a legrégebben termesztett zöldségnövényünknek. A saláta gyűjtőnéven szereplő zöldségfélék közül ez a legkedveltebb. Tápértéke a jelentős C-vitamin (40 mg), de sok B-vitamint, meszet, foszfort és vasat tartalmaz. Ízanyagai jó hatással vannak a gyomor működésére, ritkán főzelék készítésére is felhasználjuk.

## Cikóriasaláta
A cikóriasaláta őse, a hazánkban gyomként előforduló katáng, melynek virágzata gyógynövény. A téli időszak jelentős vitaminforrása, jól segíti az emésztést, ásványi sókban gazdag. Tartalmaz még 100 g-onként 4,5 mg karotint, 6-8 mg C-vitamint, meszet és foszfort. Hűvös helyen hetekig is tárolható, bár C-vitamin-tartalma elvész.

## Kötözősaláta
Hazánkban kevésbé elterjedt. Leveleit a teljes kifejlődéskor kötözik össze (innen a neve is), így halványítják. Egyes fajtái halványítás nélkül is jó minőségűek. Nagyon ízletes, 30 mg meszet, 40 mg foszfort, 1,5 mg vasat és ásványi sókat, nagy az A-, C-, B1-, B2-vitamin-tartalma.
A kötözősaláta tejnedve többek között almaoxál-, citrom- és borkősavat, mannitot, asparagint és lactucint tartalmaz.

## Madársaláta
(Mezei saláta.)
Európa sok országában ismerik ezt a salátafélét, szénhidrát- és kalóriatartalma nagyobb, mint a fejes salátáé. Tartalmaz még 75 mg B1-, 70 mg B2-, 40 mg C-vitamint, sok ásványi sót, főleg meszet és foszfort. Vadon is fellelhető.

## Tépősaláta
Elsősorban olyan országokban terjedt el, ahol a mienkénél rosszabbak a fény- és hőviszonyok. Élelmezési jelentősége azonos a fejes- és kötöző salátáéval, de egész nyáron szedhető és nem keseredik meg, ezért is kedvelik. A levélerezet határozottan fejlett, pozsgás, ropogós és ugyanúgy készíthető, mint a fejes saláta.

## Spárga
Európában már több ezer éve termesztik, de az egyiptomiak és rómaiak írásos feljegyzéseiben is megemlékeznek róla. A termesztése eléggé körülményes, és csak június közepéig lehet szedni. Kétféle spárgát kínálnak a piacokon: a fehér spárgát ún. bakháton termesztik, amely rendkívül lédús és zsenge. A leszedett termést azonnal vízbe vagy nedves papírba, hűvös helyre kell tenni, mert akár 1 óra alatt megfonnyad. A zöld spárgának a szedése is egyszerűbb, de itt sem szabad megvárni, hogy a hajtás vége kinyíljon. A zöld spárga valamivel lassabban fonnyad, de ezt is célszerű hűvös és párás helyen tárolni.

## Sárgarépa
Nagyon fontos zöldségnövény, jelentős vitaminforrás, régóta ismerjük és termesztjük. Elsősorban levesek ízesítésére, hidegkonyhai, konzervipari készítmények, de bébiételek is készíthetők belőle. A nálunk termesztett fajták 7 mg karotint, de szénhidrátot, B-vitamint és kevesebb C-vitamint is tartalmaz. Nyersen fogyasztva, főként gyerekeknek értékes és tápláló kiegészítő étel. A rövid tenyészidejű fajták friss fogyasztásra alkalmasak, míg a hosszú tenyészidejű fajták vermelve, homokba rakva jól tárolhatók.
Használhatjuk levesek, saláták, főzelékek, hidegkonyhai készítmények, bébiételek készítésére, de nagyon sok ételkülönlegesség ízesítője vagy díszítője is lehet.

## Som
Manapság a kertekben és a közparkokban főként díszcserjének ültetik, pedig a som igen értékes gyümölcsöt is terem, amelyből – különösen vadas húsok mellé való – kiváló lekvár készíthető. C-vitamin-tartalma 200 mg/100 g körül van, karotinban gazdag. Lekvár, szörp, dzsem, kompót készíthető belőle. Az éretlen termését az olajbogyóhoz hasonlóan már az ókor óta szokás sós vagy ecetes vízben köménymaggal eltenni. Borecetben elrakva a kapribogyót helyettesítheti. Savanyítani is szokták, és vadhúsból készült ételekhez tálalják. Korábban a házikertekben gyakori növény volt, ma már háttérbe szorult. Gyakran zöldségnek tekintik, de többnyire inkább gyümölcsök közé sorolják. (Termesztési szempontból nem zöldségféle.)

## Sóska
Évelő növény, táplálkozási értéke nem nagy, csak főzelék készítésére használjuk. C-vitamin-tartalma sem sok, azonban sok ásványi sót, meszet, foszfort és vasat tartalmaz. Frissen szedve kedvelt gyerekcsemege.

## Spenót
Egyike a legrégebben termesztett zöldségnövényünknek, könnyen emészthető, nagy a tápértéke, és nagyon jó vitaminforrás, ezért bébiételként vagy betegek feljavító diétás étrendjéből sem hiányozhat. Nagyon jelentős a C-vitamin tartalma (60 mg), de sok B2-vitamint, meszet, és zöldségnövényeink közül a legtöbb foszfort tartalmazza. Egész évben fogyasztjuk, nyáron friss szedésű, télen fagyasztva vagy konzervként áll rendelkezésünkre.

## Padlizsán
(Tojásgyümölcs, török-paprika, vinetta) 
Kitűnő előétel vagy körítés készülhet belőle, de levesbe is főzhető, főzeléknek, rántva, töltve és párolva paradicsommártással kitűnő. A padlizsán akkor alkalmas a felhasználásra, amikor még egészen kemény. Ha már ráncosodni vagy puhulni kezd, rendszerint keserű és csípős íze van.
Tartalmaz C- és A-vitamint, és igen gazdag ásványi sókban is.

## Torma
Illóolaj-tartalma gyökérének reszelésekor szabadul fel, kalciumot, nátriumot, magnéziumot és C-vitamint tartalmaz. Eredetileg gyógynövényként termesztették, csak később vált a marhasültek, füstölt és főtt sonkák ízesítőjévé. De használjuk még főtt sonkák és kolbászok, főtt sertés- és marhahúsokhoz, savanyúságok eltevésénél is. Fiatal levele salátába kitűnő. Gyökeréből készített szószt marhasültek, füstölt húsok és halételekhez ajánljuk. A reszelt tormát felhasználhatjuk még káposztasalátába, mártások és majonéz ízesítésére. Reszelt gyökerét mindennap ehetjük, étvágygerjesztő, gyomorjavító, elősegíti az emésztést, és a vérkeringést is előnyösen befolyásolja. Várandós anyák, vesebetegek nagy mennyiségben ne fogyasszák.  Gyermekek reszelt almával keverten szeretik.

## Spárgatök
Táplálkozási értéke nem különösen nagy, C- és A-vitamin, valamint a benne lévő szénhidrát teszi értékessé. Használhatjuk elsősorban főzelék-, de leves- és kompótkészítésre is. Magja is értékes, ezért ne dobjuk el. Kimossuk, megszárítjuk és enyhén pirítjuk. Nemcsak gyerekcsemege, de prosztatabetegségek megelőzésére is használjuk.
Lásd még:  
- Ananász befőtt – tökből
- Hamis húsleves – tökből

## Sütőtök
Régóta ismert és termesztett növényünk, tápértéke nagyobb, mint a spárgatöké és jóval táplálóbb is. Különösen nagy karotin- (A-vitamin), de szénhidráttartalma megközelíti a burgonyáét. Főleg sütve fogyasztjuk, de a cukrásziparban alapanyagként használják. Akkor kell szedni, amikor a dér már megcsípte, mert ilyenkor a benne lévő keményítőtartalma több-kevesebb részben elcukrosodott. Fagymentes, hideg helyen jól tárolható.

## Laskatök
Nagy cukortartalmú főzeléknövény, ami eléri az 5-6%-ot is. Karotintartalma kisebb, mint a spárgatöké, de ásványisó-tartalma sok. Csak főzelékkészítésre használják, főzés közben olyan szeletekre esik szét, mint amilyenre a tököt gyalulni szoktuk. Ezért kapta népies nevét: Isten gyalulta tök. Hűvös helyen jól eltartható.

## Cukkini
A spárgatökhöz hasonló beltartalmi értéke, színe a sötétzöldtől a csíkozott szürkészöldig sokféle változata van. Rendszerint 20-25 cm-es korban, tehát egészen zsenge állapotban szedik, mert ilyenkor a legjobb az íze, nem baj, ha esetleg nagyobb, csak olyankor a magot távolítsuk el belőle és hámozzuk meg. Felhasználhatjuk főzeléknek, rántva, de levesnek és savanyítva is.

## Csillagtök
Idegen eredetű neve patisszon. A spárgatökhöz hasonló színű és ízű, korong alakú, csipkézett szélű. A spárgatök beltartalmi értékeitől nem tér el jelentősen, de C-vitamin-tartalma 30 mg/100 g. Táplálkozási értékét fokozza sokrétű felhasználhatósága. 3-12 cm-es korban már szedhető rántott tök készítése vagy téli savanyúságeltevés céljából. Vásárlásnál nyomjuk bele a körmünket, mert amelyikbe nem tudjuk belenyomni, az már öreg, nem szabad megvenni. Főzeléknek ilyenkor is alkalmas, de péppé fő, és az íze sem a legjobb.

## Uborka
C-vitamin-tartalma 10–20 mg/100 g, viszont sok magnéziumot, kalciumot, káliumot, foszfort, nátriumot és vasat tartalmaz. Táplálkozási értékét azzal növeli, hogy kedvező hatású a gyomor működésére, nagy káliumtartalma vízhajtó hatású. Levét reumatikus fájdalmak ellen is jó hatásúnak tartják, de kozmetikumként az uborkakrémszesz üdébbé teszi a bőrt, így fiatalító hatású. Főként salátának vagy nyersen fogyasztjuk.

## Zeller
Világszerte három változata terjedt el, nálunk a gumós változatot termelik. A halványító és metélőzeller levélnyelében 30–50 mg/100 g C-vitamint is tartalmaz, míg a gumós változat csak elenyésző mennyiséget. Ennek levele és gumója adja az illatos, aromás édeskésen fanyar ízű fűszert. Kiváló idegerősítő és nemihormon-képző hatása van. Jelentős a mész- és foszfortartalma, de inkább ízanyagai teszi közkedveltté. Felhasználhatjuk nyersen salátákhoz, jól fűszerezi a főzelékeket, mártásokat, hús- és tojásételeket, de a diétás étkeztetésben is fontos szerepe lehet. Fontos: vesebetegek diétájában ne alkalmazzuk. A zellersó (őrölt zellerlevél és só keveréke) grillsültek fűszerezésére alkalmas.
Szárított, őrölt állapotában jól zárható edényben kell tartani, így kiváló levesízesítő vagy a zellerkrémleves alapjául szolgálhat. A halványító zeller gumója kicsi és tele gyökérrel, ezért az étkezési célokra nem használható. Levelei 30-40 cm hosszúra is megnőnek, a levélnyél 3-4 cm széles, ezt a húsos levélnyelet halványítva salátának használjuk.
A sok B1- és B2-vitamin mellett kevés C-vitamint tartalmaz. A metélőzeller lombja ásványi sókban és éterikus olajokban egyaránt gazdag. Külsőre eltér a másik két zellertől, de aki gumós vagy halványító zellert termeszt, annak az a levélszükségletét is biztosítja.

## Zöldborsó
Több alakkörét termesztik: kifejtőborsók, velőborsók, cukorborsók, száraz borsók. Ezek részben a felhasználásra és a termesztésre is utalnak. A cukorborsó a vitaminok közül B1-, B2- és C-vitamint (20 mg/100 g) tartalmaz, de nemcsak vitaminokban gazdag, hanem fehérjeértéke és szénhidráttartalma is jelentős. Kalóriaértéke megközelíti a burgonyáét, fehérjetartalma pedig kb. háromszor annyi. A zsenge friss cukorborsó kedvenc gyerekcsemege. Az egészséges, friss borsóhüvely a belső rétegének eltávolítása után ehető, a borsólevesben is nagyon jól használható. Használhatjuk levesekhez, főzelékekhez, párolva saláták és rizses ételekhez is. Mélyhűtésre és konzerválásra is kiváló.